# Annona annonoides
Annona annonoides là loài thực vật có hoa thuộc họ Na. Loài này được (R.E.Fr.) Maas & Westra mô tả khoa học đầu tiên năm 1992.